# 逢笠恵祐
逢笠 恵祐（あいがさ けいすけ、1986年12月3日 - ）は、日本の俳優、声優。福島県伊達市、福島市出身。青年座所属。

## 経歴
子供の頃から映画が好きでたくさん観ており、そのうち漠然と「自分も出演してみたい」、「役者をやるのなら舞台をやりたい」と思うようになった。中学生の頃は、『ミッション:インポッシブル』、『グリーンマイル』を見ていた。しかし当時はどうすれば俳優になれるかよくわからなかった。高校卒業後、福島から上京して青年座研究所の32期としてに入所。同じ福島県出身の西田敏行の存在が大きく、青年座を選んだ。その当時は西田は青年座を退団していたものの、「西田がいらっしゃられた所なら」と思い、右も左も分からない状態だったが、試験を受けた。試験に合格後はその研究所には2年間在籍していた。1年目は基礎中心、2年目は何本か芝居を創り、2008年4月1日に準劇団員として青年座に入団。

## 人物
特技は剣道（2段）、書道（3段）、ブラインドタッチ。趣味はフラメンコ。
免許は普通自動車一種免許、日商簿記検定2級、秘書検定2級。
姉がおり、福島市役所に務めている。

## 出演

### テレビ
- いじわるばあさん3
- チーム・バチスタの栄光
- 金曜プレステージ西村京太郎スペシャル警視庁三ツ星刑事佐々木丈太郎
- 陽炎の辻〜居眠り磐音 江戸双紙〜（吉右衛門）
- 月曜ゴールデン 浅見光彦シリーズ27 斎王の葬列
- 女王の法医学〜屍活師〜（2021年5月31日、テレビ東京）
- 悪女（わる）働くのがカッコ悪いなんて誰が言った? 第5話（2022年5月11日、日本テレビ）

### 映画
- 私は貝になりたい（2008年）
- シン・ゴジラ（2016年）[11]

### テレビアニメ
2010年
- NARUTO 疾風伝 （町人）
- 四畳半神話大系（男A）

2014年
- 残響のテロル[12]（羽村）

2015年
- アルスラーン戦記（兵士）

### 吹き替え
- iCarly（ブラッド）
- アヴァロン 千年の恋
- 悪魔を見た
- ER緊急救命室シーズンXV #8（アーサー/ダスティン・マッカミー）
- イケてる私とサエない僕
- インシディアスシリーズ（スペック）
  - インシディアス
  - インシディアス 序章
  - インシディアス 最後の鍵
- ウォーロード/男たちの誓い
- 奇人たちの晩餐会 USA
- きっと、星のせいじゃない。（オーガスタス・ウォルターズ/アンセル・エルゴート）
- グッド・ワイフ
- glee/グリー（カロフスキー、ニック）
- グレイズ・アナトミー
- グレイハウンド（エプスティン/カール・グルスマン）
- コードネーム: プリンス（マーク/RAIN(ピ)）
- コールドケース
- コバート・アフェア シーズン2
- 幸せのきずな（デニス・カーンズ）
- CSI:ニューヨーク7
- シェイムレス 俺たちに恥はない
- シティ・オブ・メン
- シャーロック・ホームズ ※劇場公開版
- シャーロック・ホームズ シャドウ ゲーム（ジョージ）
- 少林寺伝奇 (Christian
- 恕の人 -孔子伝-
- スペイン一家監禁事件
- ダークナイト （テレビ朝日版）
- TIME/タイム（ロス）
- TOUCH/タッチ
- 跳べ!ロックガールズ〜メダルへの誓い（カーター・アンダーソン）
- 共喰山（チャド）
- ニュースルーム（ニール・サンセット/デーヴ・パテール）
- 呪い襲い殺す（ピート/ダグラス・スミス）
- ハート・ロッカー
- ハーパーズ・アイランド 惨劇の島（ダニー・ブルックス）
- バトルシップ[13]
- バトルフィールド・アビス
- ハリーズ・ロー 裏通り法律事務所
- ビッグママ・ハウス3（レンブラント）
- フェンス（コーリー・マクソン/ジョヴァン・アデポ）
- プライベート・プラクティス4
- ブラザーズ&シスターズ
- BEN10 エイリアンフォース
- ペントハウス（チャーリー・ギブス）
- ボディ・オブ・プルーフ 死体の証言（エリック・シングルトン）
- ホワイトチャペル3 終わりなき殺意（ルーク・ワトニー）
- ミス・マープル5 鏡は横にひび割れて（ティドラー巡査部長）
- ムーン・ウォーカーズ（ジョニー/ルパート・グリント）
- 夜のとばりの物語（少年）
- ローン・サバイバー（ダニー・ディーツ二等兵曹/エミール・ハーシュ）
- 私がクマにキレた理由
- 私は世界一幸運よ

### 舞台
2008年
- 3 on 3 〜喫茶店で起こる3つの物語（青年座劇場）

2009/2010年
- 旅とあいつとお姫さま』（若者）座・高円寺